# 科爾科瓦多灣

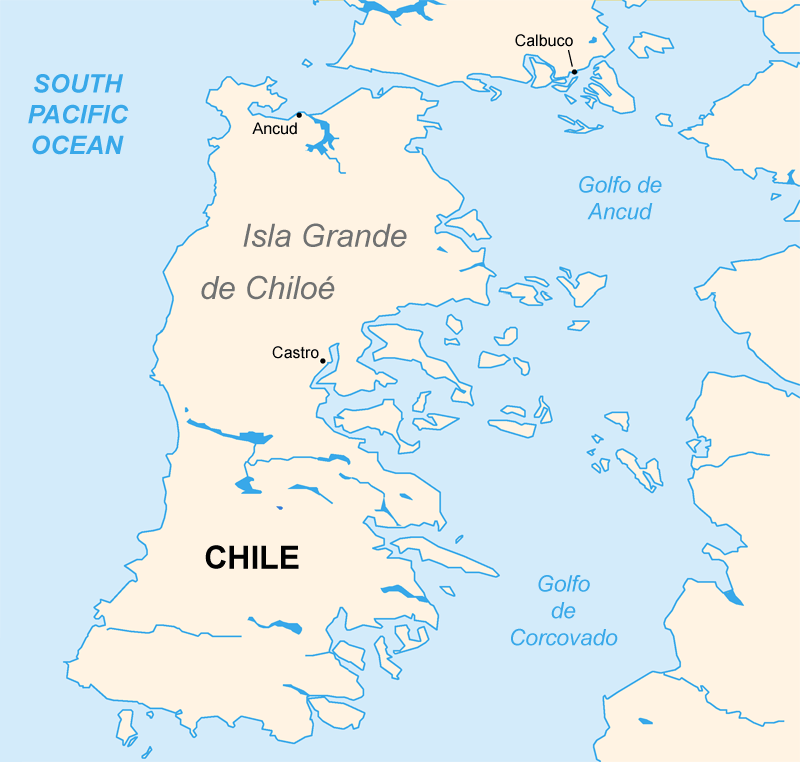

科爾科瓦多灣是智利的海灣，屬於太平洋的一部分，分隔奇洛埃島和該國大陸，長90公里、寬45公里，該海灣是藍鯨在夏季聚集的水域。
43°22′00″S 73°21′13″W / 43.36667°S 73.35361°W